# La Alquería (Adra)
La Alquería es una localidad y pedanía española del municipio de Adra, en la provincia de Almería.

## Geografía física
Al este es bordeada por el río Adra, y por la parte oeste es totalmente montañosa. 
Aparte de la Alquería, esta el núcleo de Los Enríquez, pero que no aparece en el nomenclátor.
El río Adra cruza por bellos parajes de encanto, donde hay una bella flora de ribera rica. Al norte, casi en los límites con el municipio de Berja, se sitúa la conocida Fuentes de Marbella; donde nace el Gran Adra, el único río de Almería permanente. Esta zona es atravesada por una ruta de mountain bike que sale desde la barriada. 
La zona montañosa está llena de valles pequeños pero extensos de gran belleza. Los más destacables son el valle de Periano y el paraje montañoso de El Ciego. En el valle de la rambla de Bolaños hay varios cerros elevados que da una vista panorámica de la ciudad de Adra.

## Geografía humana

### Demografía
| Gráfica de evolución demográfica de Alquería entre 1842 y 1860 |
| |
| Población de derecho según los censos de población del INE. Población de hecho según los censos de población del INE.Entre el censo de 1877 y el anterior, este municipio desaparece porque se integra en el municipio Adra. |

### Entidades de la pedanía y su población
| Entidades de población | Población |
| ---------------------- | --------- |
| La Alquería            | 230       |

### Urbanismo
Se sitúa al norte del municipio de Adra, en el valle de la rambla de Curibaila; accesible varias pistas asfaltadas desde la ALP - 103

#### Arquitectura
El monumento más destacable es la iglesia parroquial de la Alquería, dedicada a Nuestra Señora de las Angustias. Fue fundada hace mucho tiempo como una mezquita musulmana, y se reconvirtió al cristianismo, siendo una iglesia dedicada a Santa María hasta mediados del S XVIII. Fue incendiada por en 1570 por los moriscos. Debido a los daños recibidos, tuvieron que reconstruirlo hacia el S XVIII, con ayuda de la familia Salmerón, a la que hicieron tallas en el interior de la iglesia

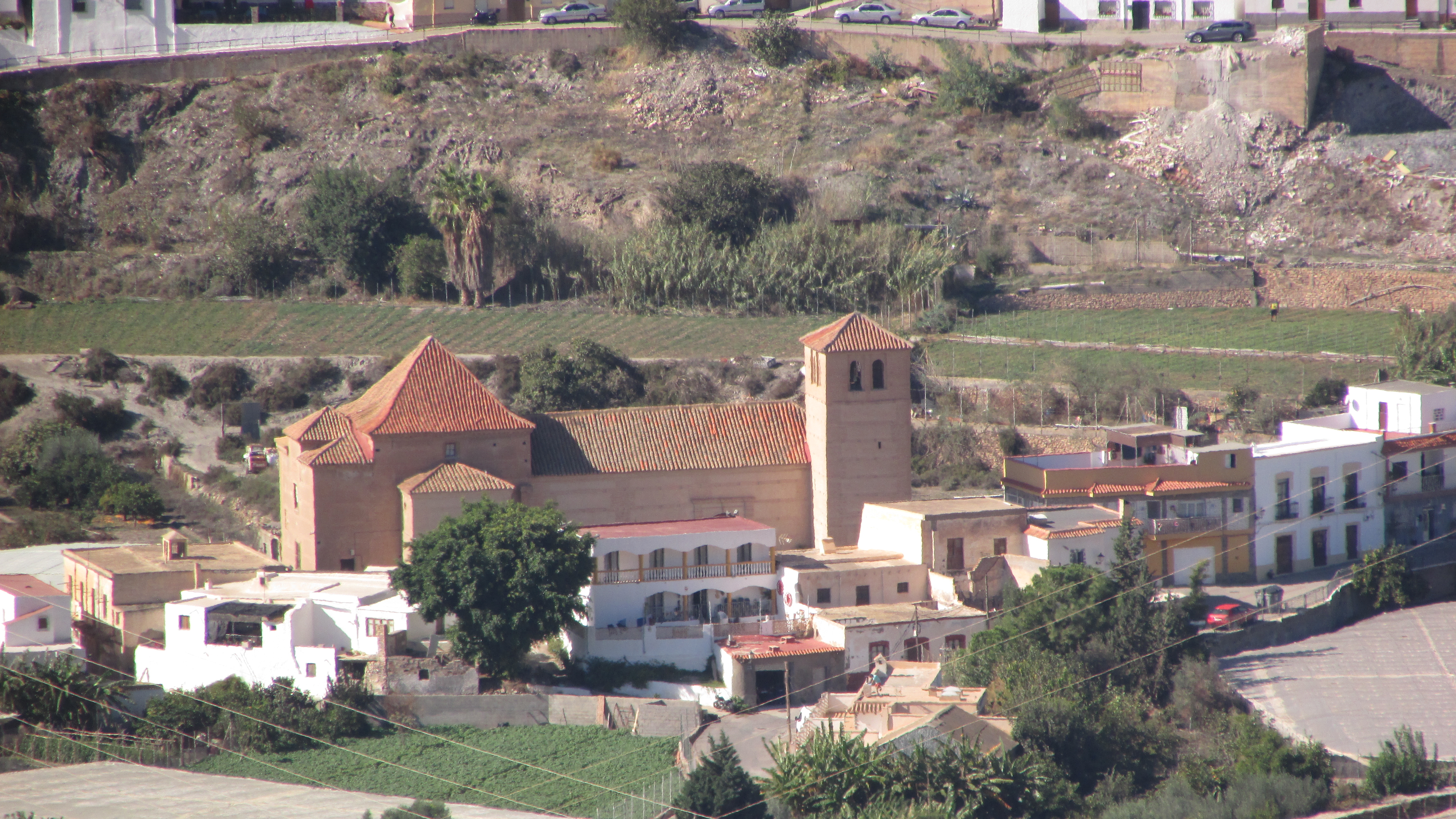
Iglesia de la Alquería